# Xưởng đúc đồ sắt Völklingen
Xưởng đúc đồ sắt Völklingen (tiếng Đức: Völklinger Hütte) nằm tại thành phố Völklingen, bang Saarland, Đức. Công trình này đã được UNESCO công nhận là Di sản thế giới từ năm 1994 như là một tượng đài công nghiệp. Nó là một phần của Tuyến đường di sản công nghiệp châu Âu và giành giải thưởng Cột mốc Lịch sử Kỹ thuật Đức, được bảo vệ như là một tài sản văn hóa theo Công ước Hague. Năm 2013, xưởng đúc đồ sắt đón khoảng 310.000 du khách ghé thăm.

## Lịch sử
Năm 1873, Julius Buch bắt đầu kế hoạch xây dựng một xưởng sản xuất và cán thép gần thành phố Vöklingen trên bờ sông Saar. Sau 6 năm hoạt động, ông đã phải đóng cửa xưởng của mình vì không có lãi do thuế quan đối với gang thép là quá cao.
Tới năm 1881, Carl Röchling bắt đầu xây một xưởng đúc đồ sắt mới. Ông đã mua các nhà máy ngừng hoạt động và hai năm sau, mẻ sắt đúc đầu tiên được ra lò. Năm 1890, công ty của ông là nhà sản xuất thép lớn nhất tại Đức. Phương pháp cán thép của Sidney Gilchrist Thomas được giới thiệu khá muộn nhưng nhanh chóng chứng minh hiệu quả. Nhà máy đóng cửa vào năm 1986. Quặng minette ở vùng Lorraine cách đó không xa cũng có thể được luyện ở Völklingen và loại quặng này được sử dụng cho đến năm 1963.

## Ngày nay
Ngày nay, xưởng đúc đồ sắt Völklingen trở thành một nhà bảo tàng. Ferrodrom là một trung tâm khoa học tương tác, tập trung vào việc chế tạo đồ sắt. Du khách có thể tham quan các khu vực sản xuất. Ngoài ra, các triển lãm tạm thời về một loạt các chủ đề được lưu trữ trong các hội trường lớn. Vào mùa hè, các buổi hòa nhạc thường xuyên được tổ chức.

## Hình ảnh

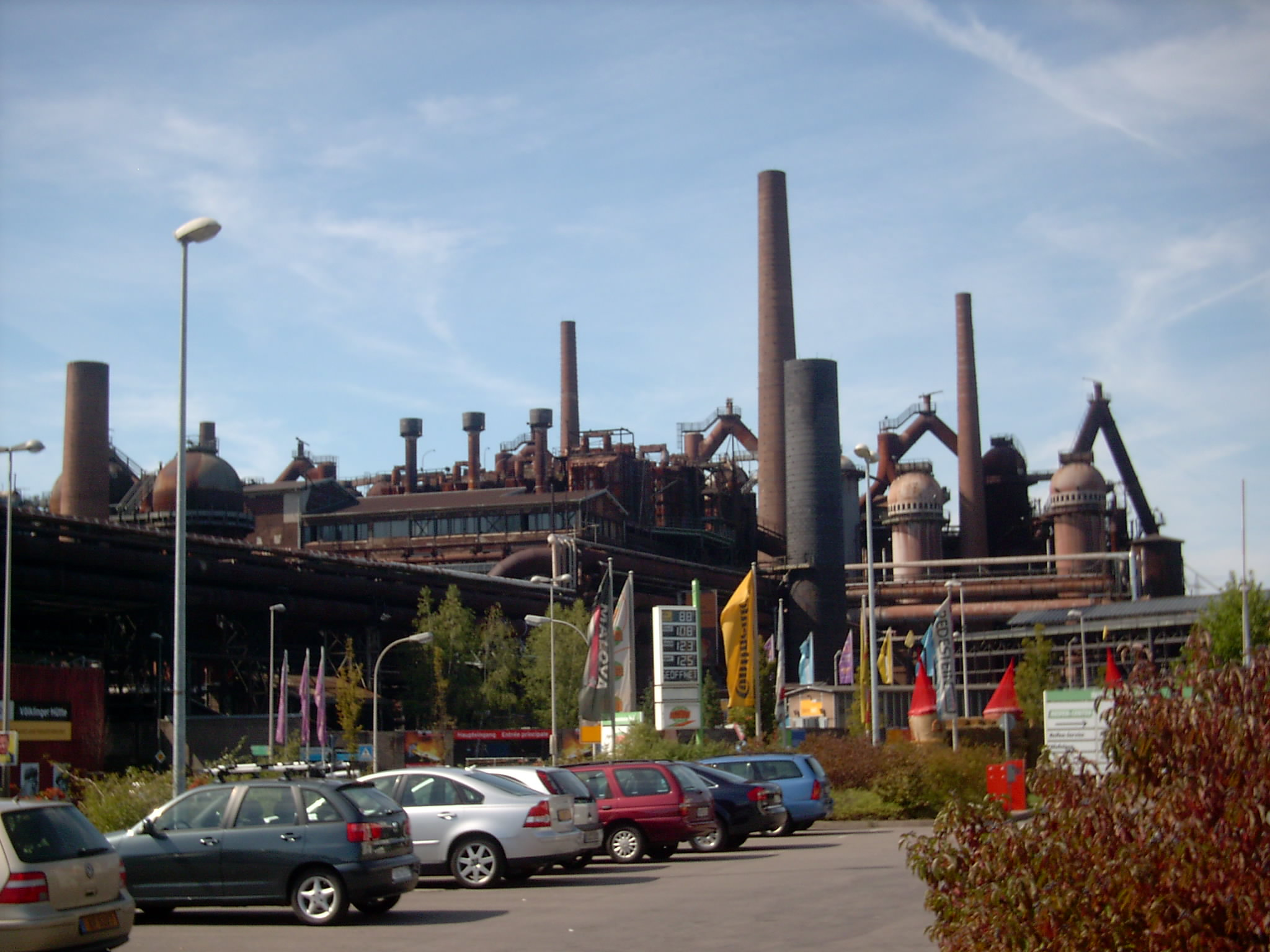
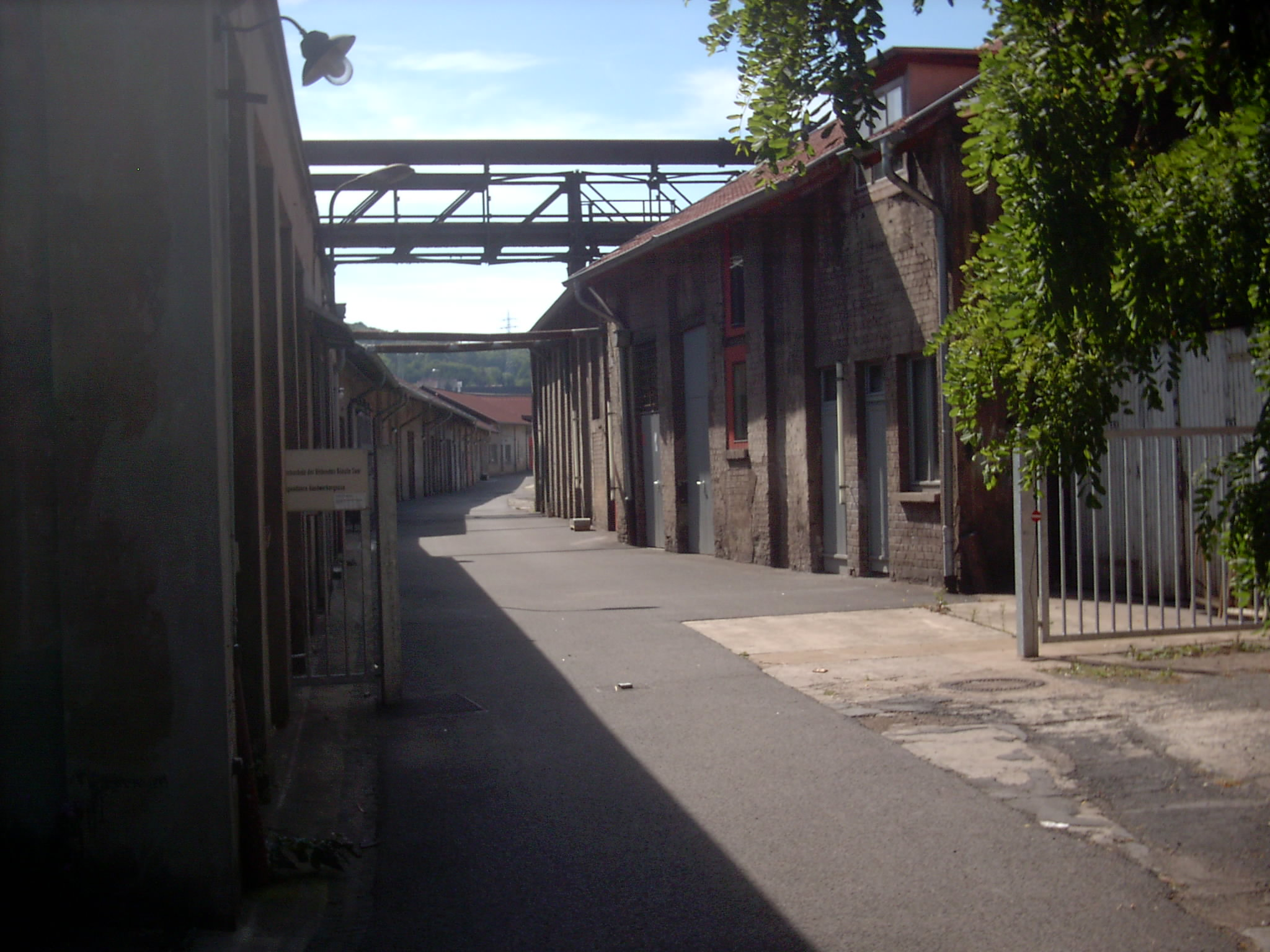
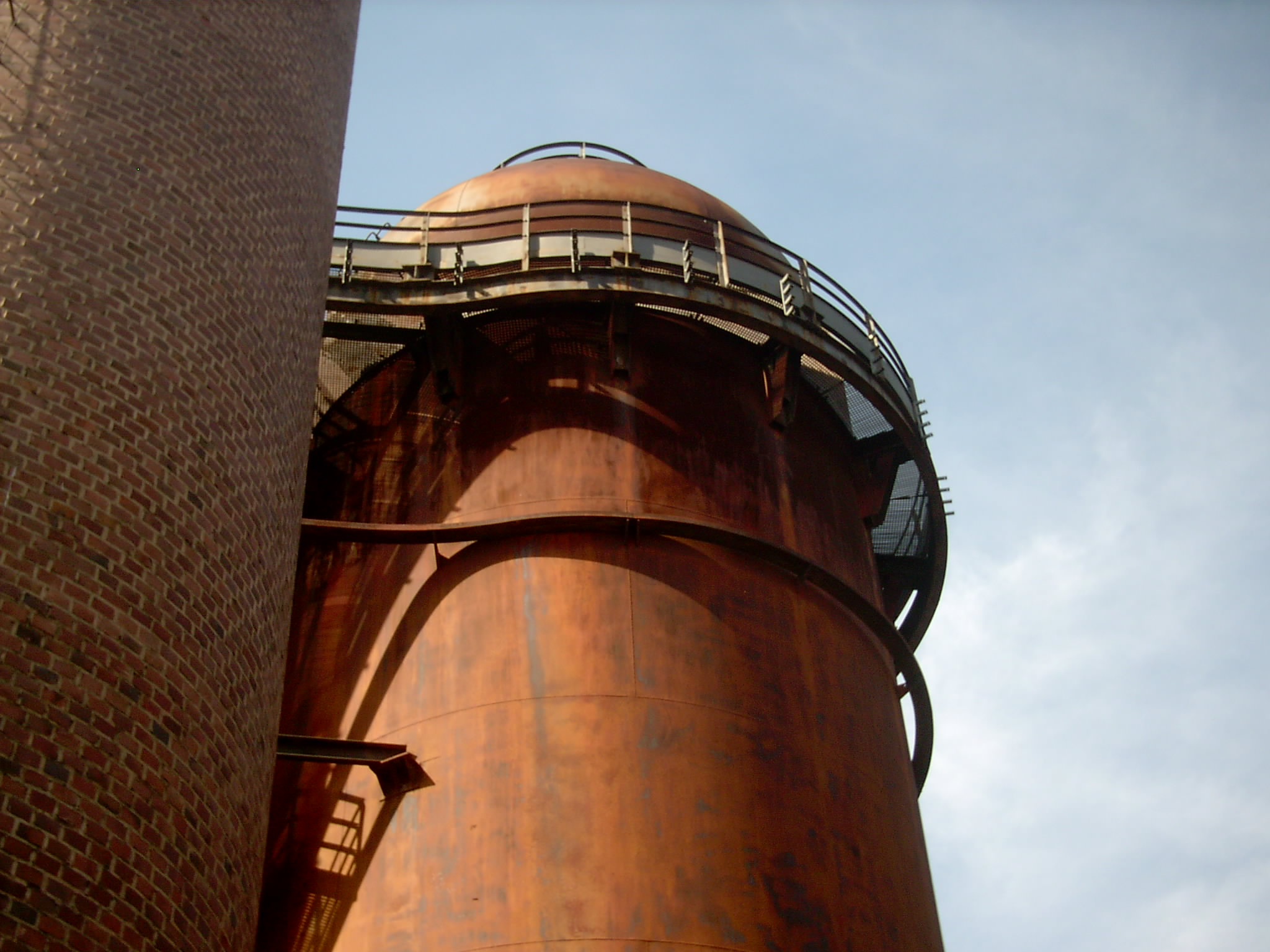
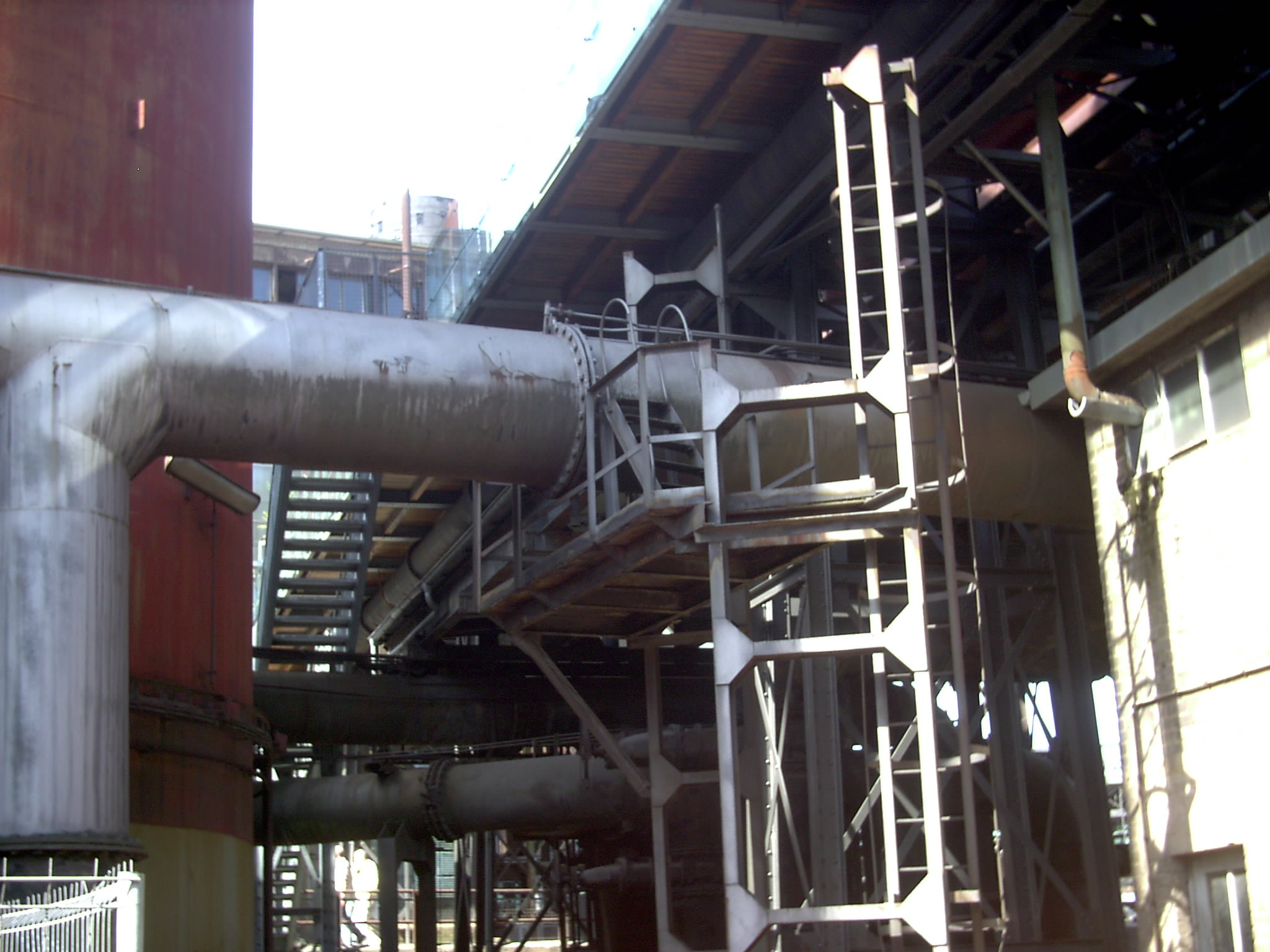
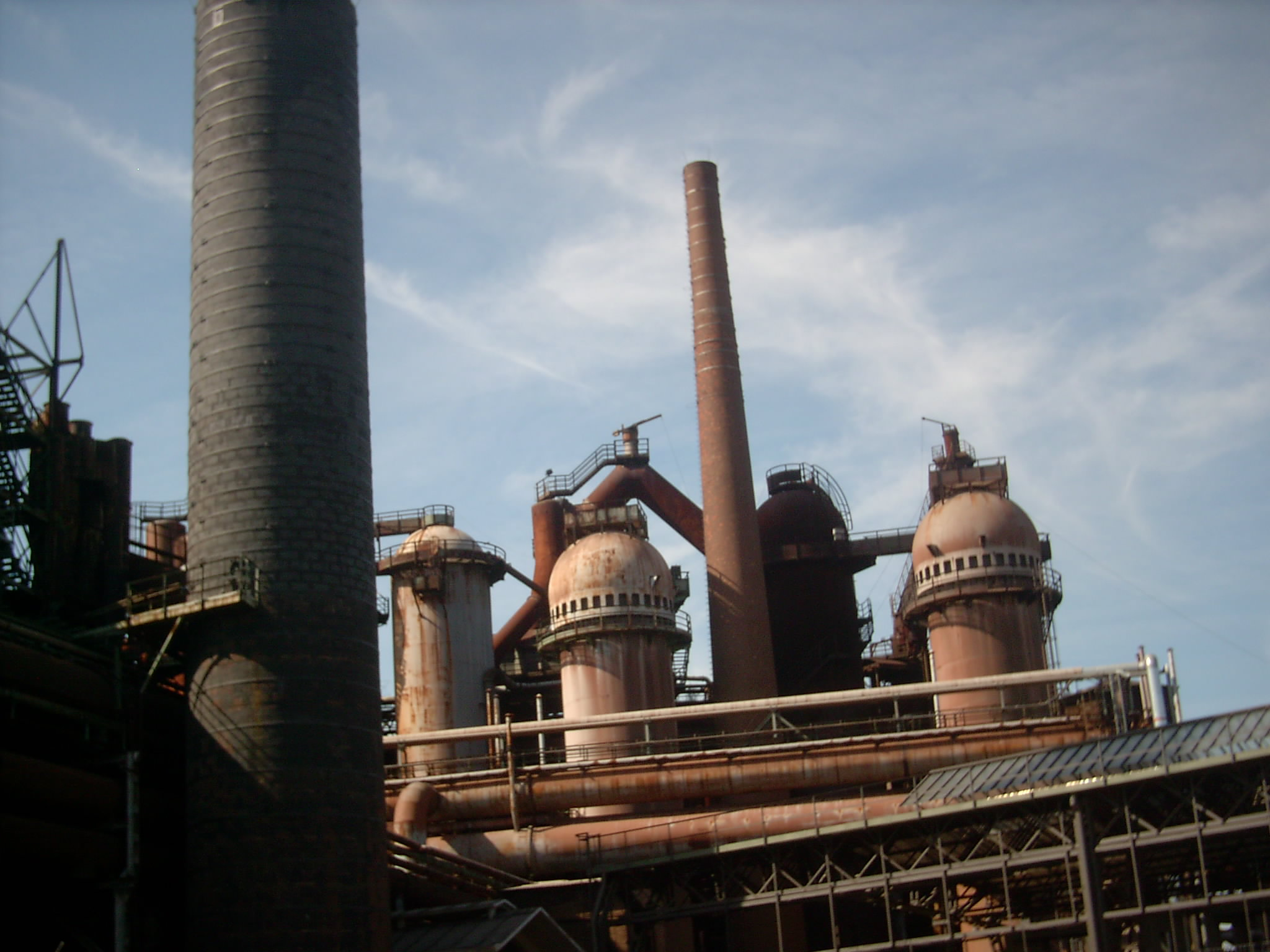
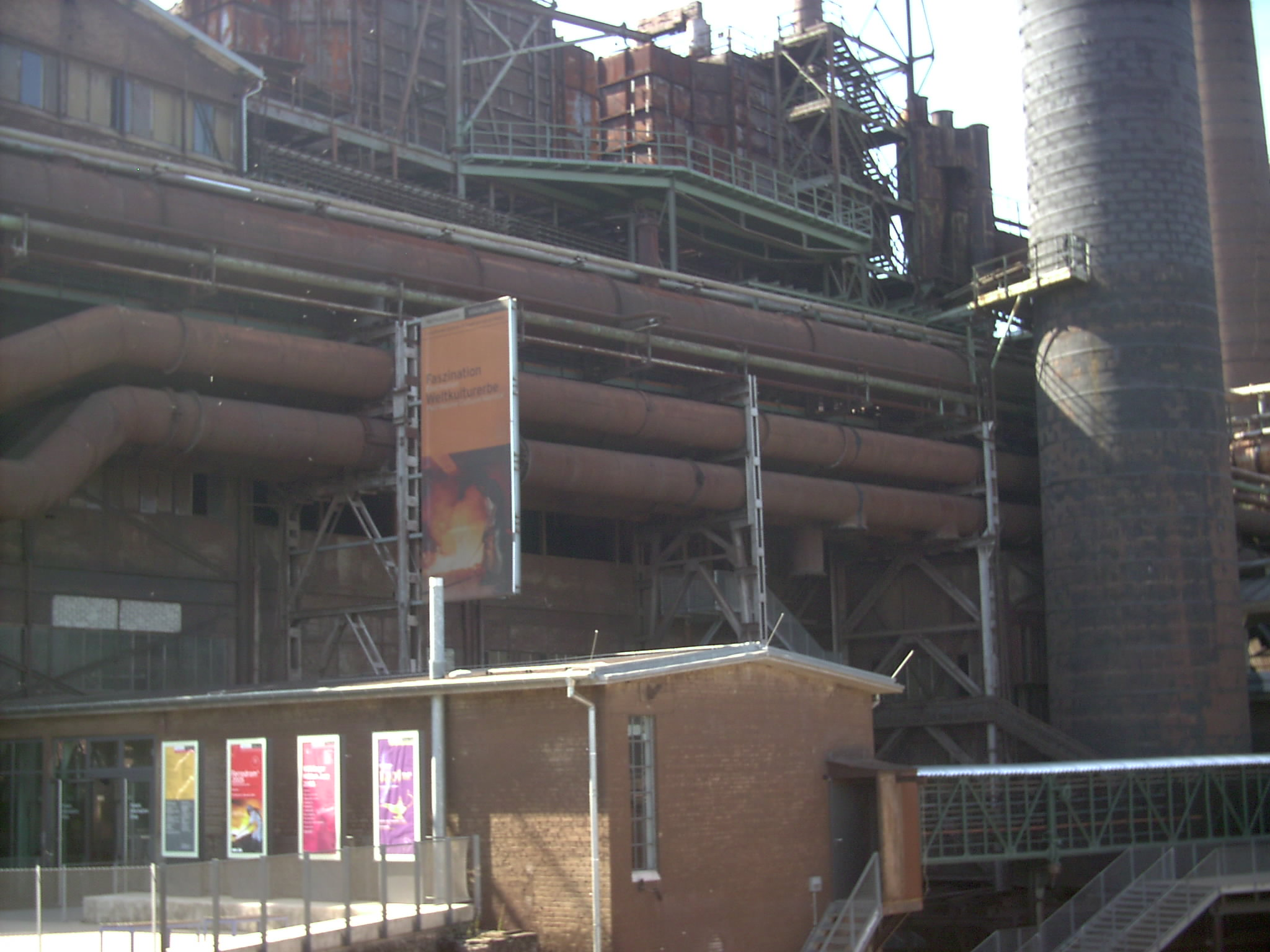
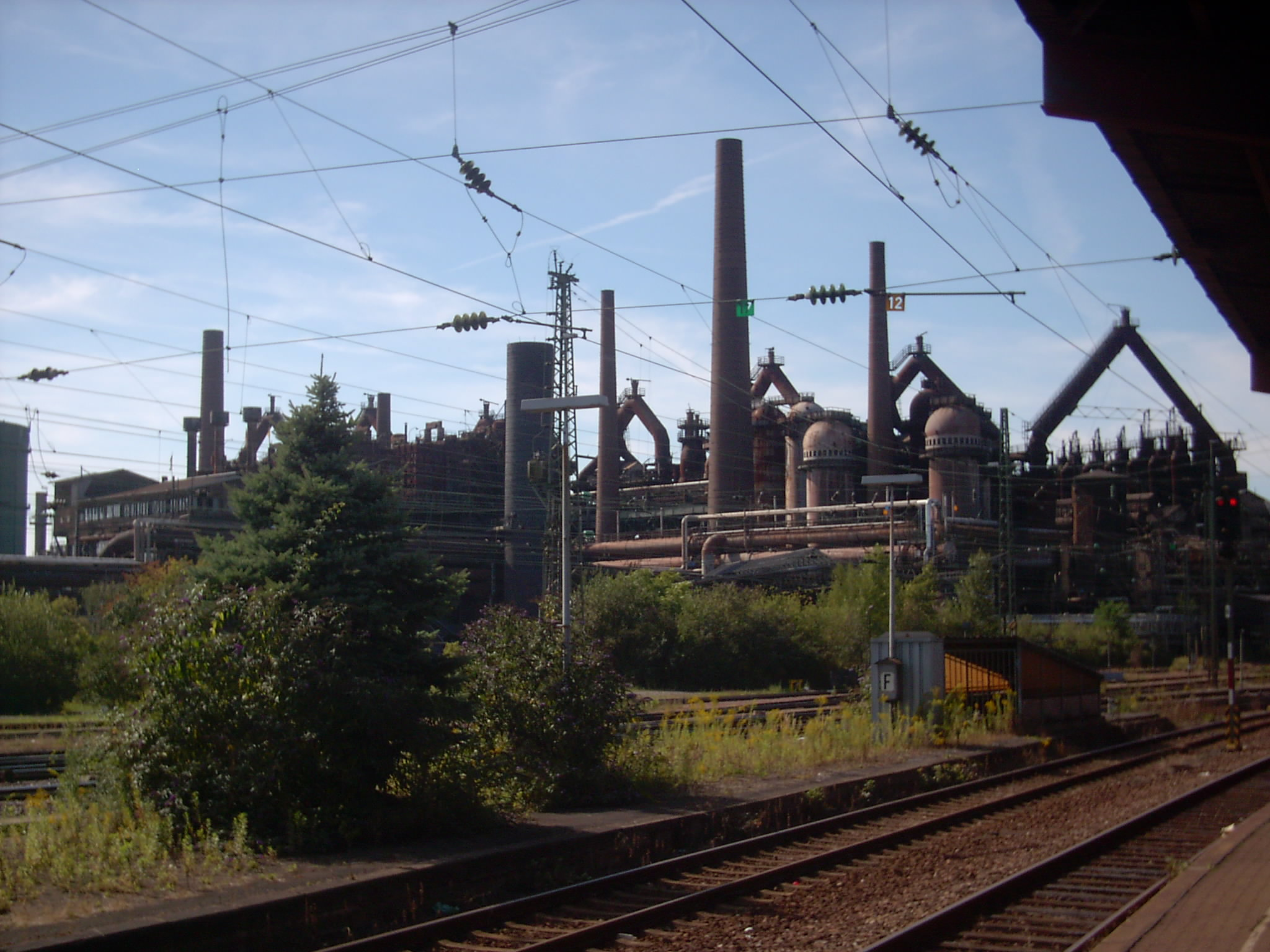
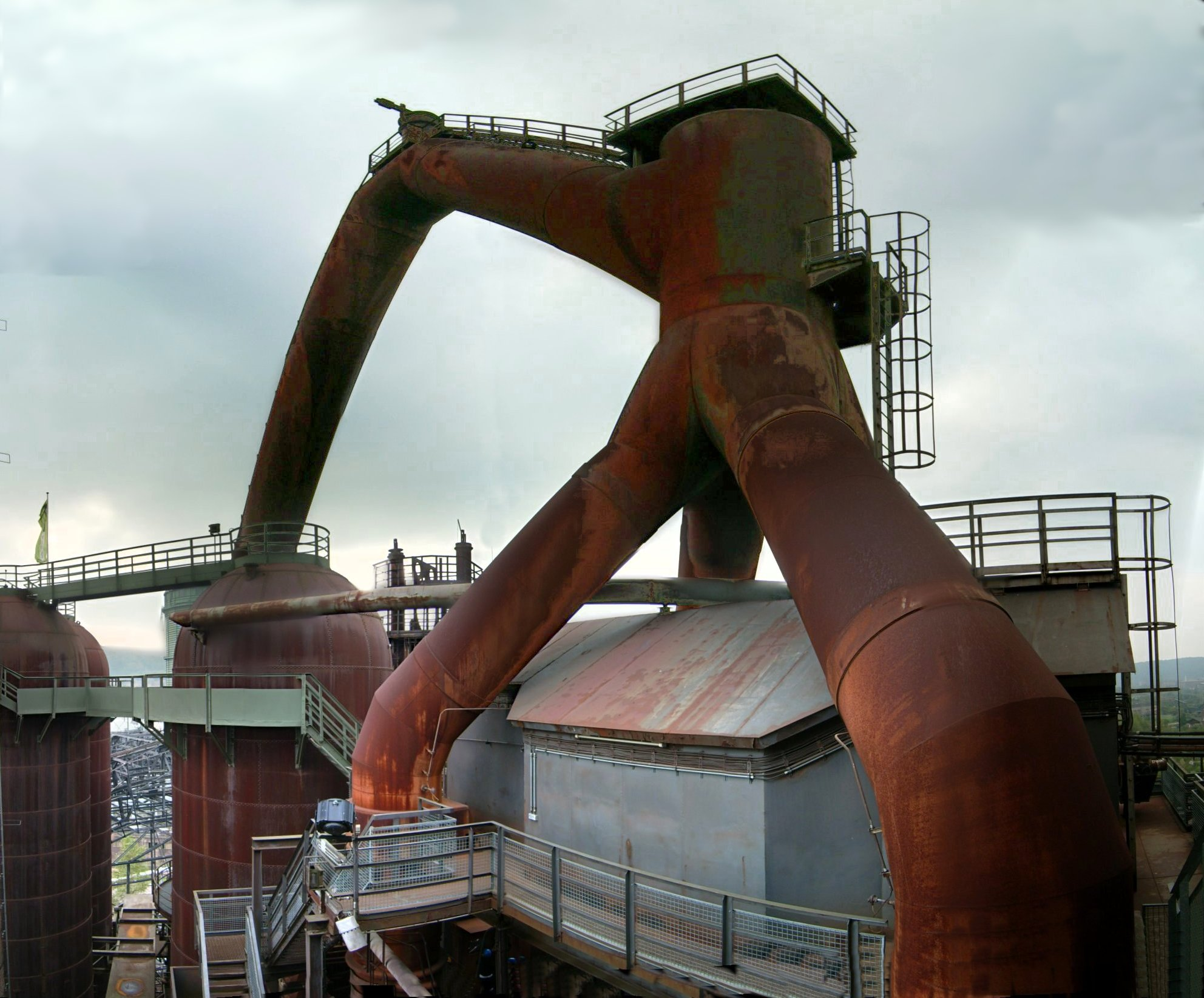
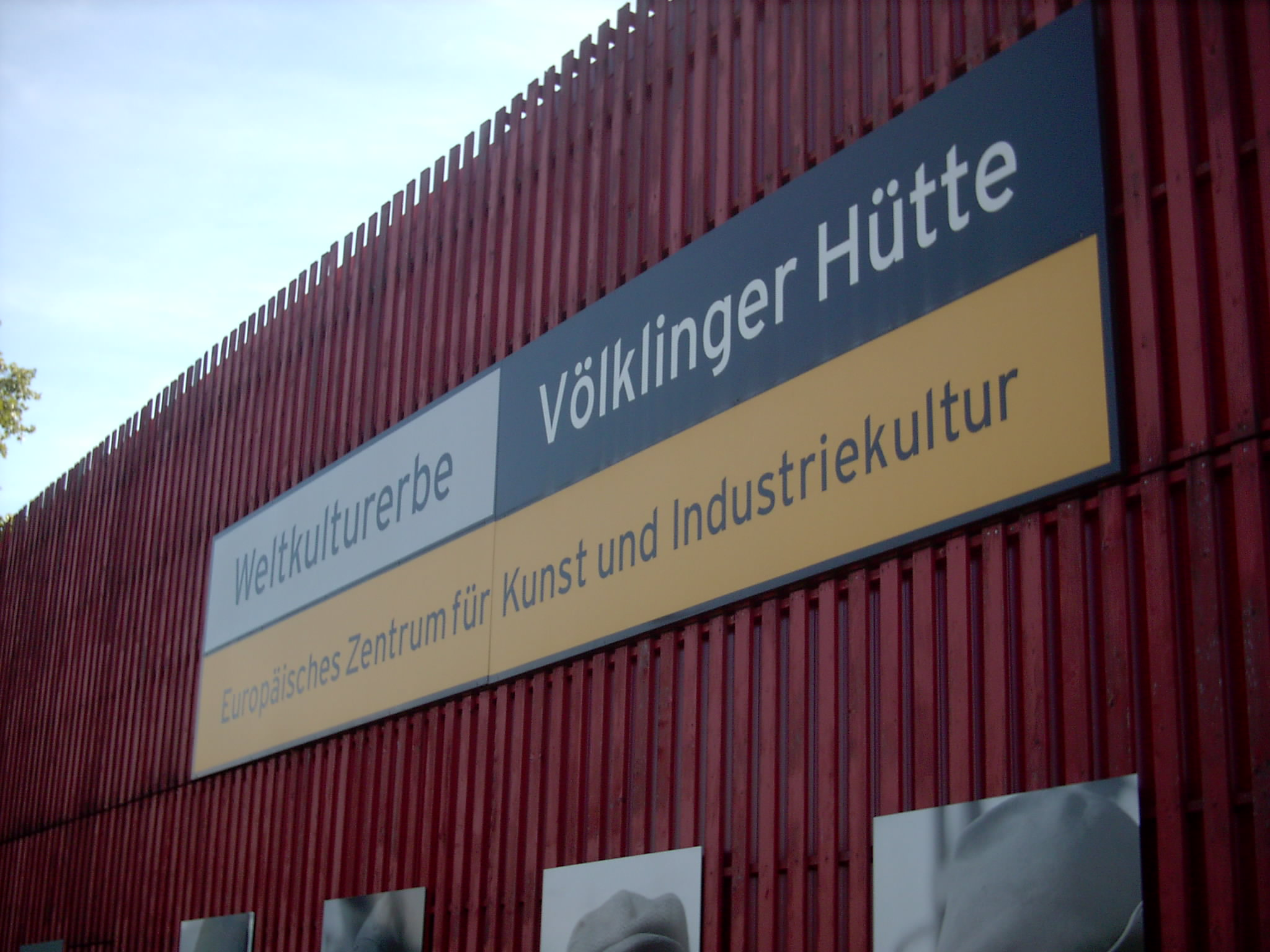
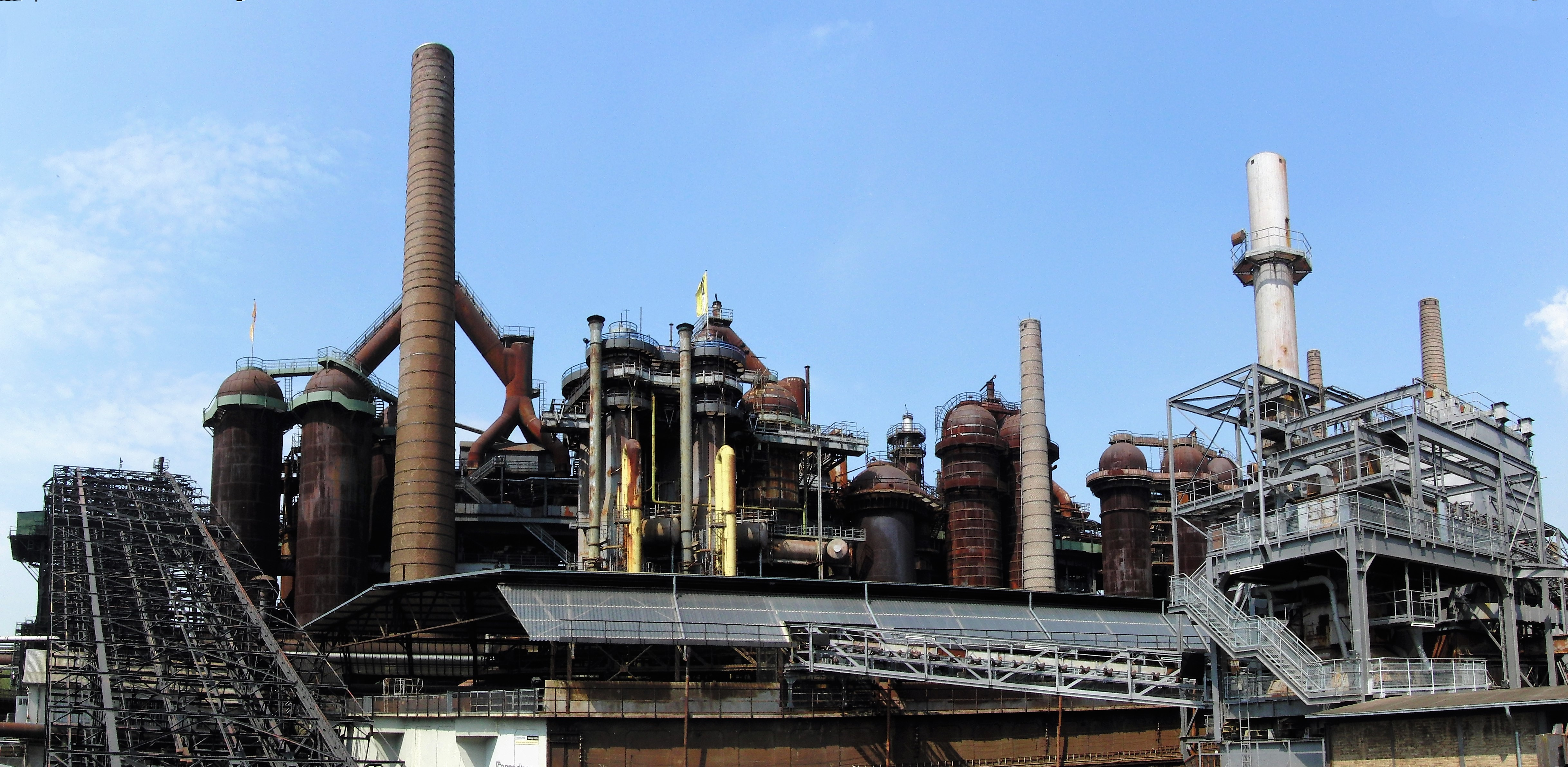
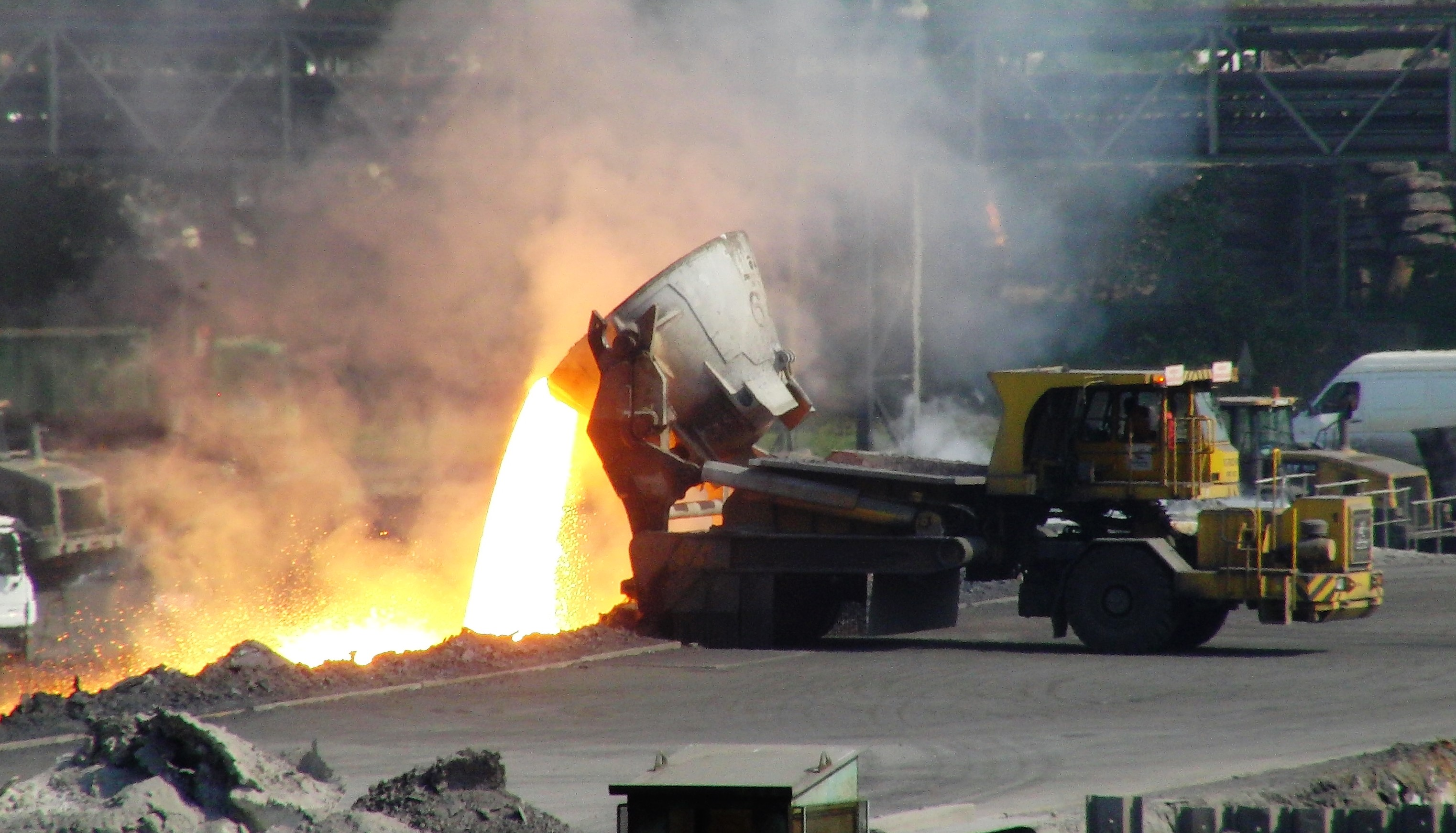
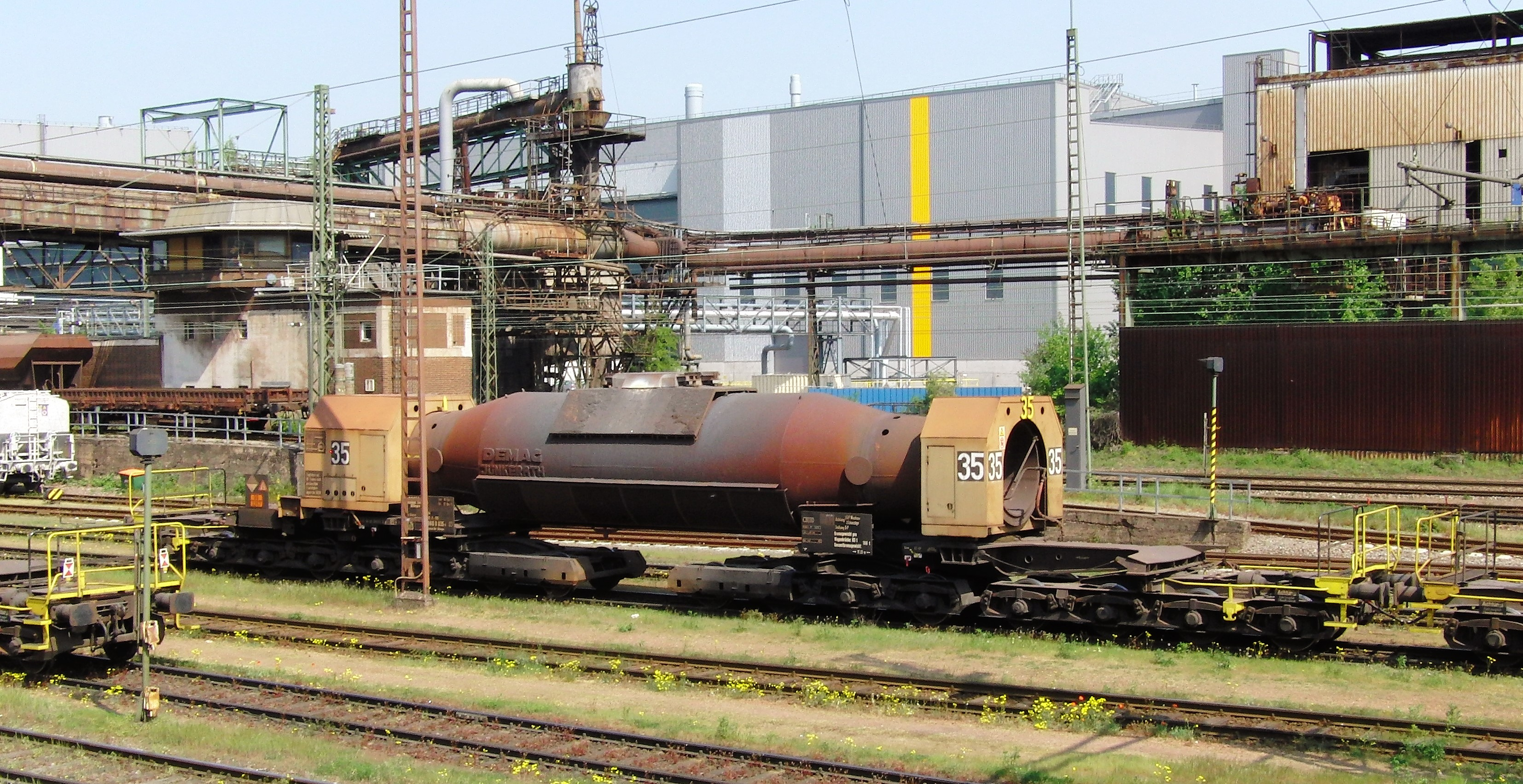